# Stenopterygia atribasalis
Stenopterygia atribasalis là một loài bướm đêm trong họ Noctuidae.